# Seleção Britânica de Hóquei sobre a grama feminino
A Seleção Britânica de Hóquei Sobre a Grama Feminino é a equipe nacional que representa a Grã-Bretanha em competições internacionais de hóquei sobre a grama. A seleção é gerenciada pela Great Britain Hockey.
A seleção tem como principal conquista a medalha de ouro nos Jogos Olímpicos de Verão de 2016 no Rio de Janeiro, além do bronze em outras três ocasiões. Em outros torneios, por outro lado, como a Copa do Mundo de Hóquei sobre a Grama e os Jogos da Commonwealth, as nações que compõem a Grã-Bretanha competem de forma autônoma.